# Vladimir Gogoladze
Vladimir Gogoladze, detto Lado (in georgiano ვლადიმერ გოგოლაძე?, Vladimer Gogoladze, in russo Влади́мир Ома́рович Гогола́дзе?; Tibilisi, 18 agosto 1966), è un ex ginnasta sovietico, dal 1991 georgiano.
Gogoladze colse i primi risultati di rilievo nel 1985, all'età di 18 anni, vincendo l'argento nel concorso individuale e alla sbarra ai Campionati sovietici e due bronzi, alle parallele e ancora nel concorso individuale, agli europei di Oslo.
Nel 1988 venne selezionato per partecipare ai Giochi olimpici di Seul in cui vinse l'oro nel concorso a squadre e si qualificò per la finale nel volteggio dove chiuse all'ottavo posto.

## Palmarès
- Giochi olimpici

Seul 1988: oro nel concorso a squadre.
- Europei

Oslo 1985: bronzo nel concorso individuale e alle parallele.